# Alpargatas
Alpargatas S.A. est une entreprise brésilienne fabriquant les tongs « Havaianas ».

## Historique
Le nom de l'entreprise provient d'une chaussure populaire rurale de la région de Buenos Aires, faite de toile avec une semelle en corde et d'origine basque.
En 1962, l'entreprise, qui était spécialisée dans la production de chaussures en toile, crée une tong légère en caoutchouc, à la semelle solide, antidérapante et ne brûlant pas la plante du pied, en s'inspirant de l'ancestrale Zōri du Japon. Le nom « Havaianas », l'« hawaiienne » en portugais, est donné en référence aux îles Hawaii.
Dès 1965, l'entreprise en vend près de 400 000  paires au Brésil, en particulier aux salariés modestes intéressés par son prix très bas, mais les premières contrefaçons apparaissent, et en 1970, une première campagne publicitaire est faite sur le thème de la légitimité. Dans les années suivantes, l'entreprise créée une véritable communication marketing et étend ses ventes sur toutes les plages du monde et les villes des pays chauds.
De 1962 à nos jours, l'entreprise a vendu près de 4 milliards de paires de tongs à travers le monde.
Depuis 2001, l'entreprise s'est aussi lancée sur le marché hautement concurrentiel des chaussures de sport, avec 45 000 chaussures de sports produites par jour dans 6 usines. De nos jours, cette société, diversifiée dans le textile en plus des chaussures, réalise annuellement un milliard d'euros de chiffre d'affaires dont plus de la moitié pour les seules tongs.
En décembre 2021, Alpargatas annonce l'acquisition d'une participation de 49,9 % dans Rothy's, une entreprise américaine de chaussures et d'accessoires, pour 475 millions de dollars.